# Amos Ronchey
Amos Ronchey, scritto anche Ronchei o Ronchej, (Borgo San Donnino, 16 febbraio 1832 – Borgo San Donnino, 27 ottobre 1896), è stato un militare e politico italiano.
Patriota risorgimentale e capitano garibaldino, fu deputato in sei legislature tra il 1861 e il 1882.

## Biografia
Figlio di Salvatore e Rita Corradi, il 2 dicembre 1875 prese in moglie Irmina Piletti Fanti, da cui ebbe le figlia Lida e Turnia.
Subito dopo la laurea in giurisprudenza, nel 1858 fu membro del Comitato nazionale di Parma, divenendo amico di Giuseppe La Farina. e recandosi a Torino per richiedere la presenza di un commissario regio e di un generale sabaudo a Parma. Tuttavia, fu costretto a rimanere a Torino a causa della presa di Parma da parte dei conservatori.
Nel 1859, Cavour lo nominò regio commissario in seno al Corpo dell'esercito inviato a Parma alla guida del principe Napoleone; quando però quest'ultimo decise di cambiare destinazione, andando verso la Toscana, Ronchey lasciò la spedizione e fondò, insieme al generale Ribotti, il Corpo dei Cacciatori della Magra di Massa Carrara, con cui organizzò l'insurrezione di Pontremoli contro gli austriaci, guadagnando la promozione a capitano. Nel frattempo, Parma venne annessa al Piemonte.
Rimase al fianco del generale Ribotti fino al 1864 come capitano aggiunto al comando della 12ª divisione e, in seguito, comandante della divisione territoriale di Modena.
Nel 1866 partecipò come capitano di stato maggiore alla seconda spedizione garibaldina in Sicilia, in qualità di rappresentante del governo italiano presso il quartier generale dello Stato Maggiore di Giuseppe Garibaldi. Per le sue azioni ricevette la Croce di cavaliere dell'Ordine militare dei Savoia.
Deputato conservatore per sei legislature, venne eletto alla Camera dei deputati del Regno d'Italia nelle elezioni politiche italiane del 1874 per il collegio elettorale di Mirandola. Per la sua attività politica divenne commendatore della Corona d'Italia.
A conclusione della carriera politica, Ronchey ritornò a Borgo San Donnino, dove fu nominato ispettore delle Regie Saline del territorio emiliano.